# Liste de statues équestres du Kazakhstan
Cet article recense les statues équestres au Kazakhstan.

## Liste
| Œuvre                                                | Auteur                   | Commune   | Localisation | Notes                                             | Installation | Coordonnées                       | Illustration                                         |
| ---------------------------------------------------- | ------------------------ | --------- | ------------ | ------------------------------------------------- | ------------ | --------------------------------- | ---------------------------------------------------- |
| Statue équestre d'Aboulkhaïr Khan                    | Yesken Sergebayev (en)   | Aktioubé  |              | Aboulkhaïr Khan                                   |              | 50° 18′ 01″ nord, 57° 09′ 14″ est | Image manquante                                      |
| Statue équestre d'Abylaï Khan                        |                          | Almaty    |              | Abylaï Khan                                       |              | 43° 16′ 22″ nord, 76° 56′ 21″ est | Image manquante                                      |
| Statue équestre d'Amankeldi Imanov                   |                          | Almaty    |              | Amankeldi Imanov                                  |              | 43° 15′ 57″ nord, 76° 56′ 23″ est | Image manquante                                      |
| Statue équestre de Raïmbek-batyr                     |                          | Almaty    |              | Raïmbek-batyr (en)                                |              | 43° 16′ 13″ nord, 76° 57′ 07″ est | Image manquante                                      |
| Statue équestre de Bögönbaï Batyr                    |                          | Astana    |              | Bögönbaï Batyr                                    |              | 51° 10′ 32″ nord, 71° 24′ 18″ est | Image manquante                                      |
| Statue équestre de Kenessary Kassymov                |                          | Astana    |              | Kenessary Kassymov                                |              | 51° 09′ 38″ nord, 71° 25′ 27″ est | Image manquante                                      |
| Monument à Makhambet Otemisouly et Isataï Taïmanouly |                          | Atyraw    |              | Makhambet Otemisouly (en), Isataï Taïmanouly (en) |              | 47° 06′ 27″ nord, 51° 54′ 12″ est | Image manquante                                      |
| Statue équestre d'Otegen-batyr                       |                          | Kordaï    |              | Otegen-batyr (ru)                                 |              | 43° 02′ 52″ nord, 74° 42′ 26″ est | Statue équestre d'Otegen-batyr, Otegen               |
| Statue équestre de Syrym Datov                       |                          | Oural     |              | Syrim Datov (ru)                                  |              | 51° 12′ 41″ nord, 51° 22′ 00″ est | Image manquante                                      |
| Statue équestre de Vassili Tchapaïev                 |                          | Oural     |              | Vassili Tchapaïev                                 |              | 51° 13′ 38″ nord, 51° 22′ 11″ est | Image manquante                                      |
| Statue équestre d'Abylaï Khan                        |                          | Petropavl |              | Abylaï Khan                                       |              | 54° 52′ 26″ nord, 69° 07′ 04″ est | Image manquante                                      |
| Monument de la victoire                              |                          | Semey     |              |                                                   |              | 50° 24′ 46″ nord, 80° 15′ 24″ est | Image manquante                                      |
| Statue équestre de Baïdibek Karachaouly              | D. Aldekov, N. Roustemov | Taraz     |              | Baïdibek Karachaouly (ru)                         | 2002         | 42° 23′ 14″ nord, 69° 37′ 40″ est | Statue équestre de Baïdibek Karachaouly, Karachaouly |